# Darmstädter Sezession
Die Darmstädter Sezession, seit Neugründung im Jahr 1945 auch Neue Darmstädter Sezession genannt, ist eine Vereinigung bildender Künstler mit Sitz in Darmstadt.

## Geschichte
Aus dem Darmstädter Freundeskreis um die spätexpressionistischen Zeitschriften Die Dachstube und Das Tribunal. Hessische Radikale Blätter (Mitarbeiter waren u. a. der Schriftsteller Kasimir Edschmid und der Maler Carl Gunschmann sowie die späteren Politiker Carlo Mierendorff und Theodor Haubach) ging am 8. Juni 1919 die Darmstädter Sezession hervor, da es „nicht mehr anging, ohne sichtbare Einflussnahme der jungen Künstler zu verbleiben“ (Gunschmann 1956). So heißt es im ersten Sezessions-Katalog von 1919: „Darmstadt fühlt sich stark genug, aus künstlerischer Provinz wieder künstlerische Hauptstadt zu werden; aus einer Metropole geistiger Reaktion ein Mittelpunkt neuer geistiger Werterzeugung“.
Gegründet wurde die Vereinigung am 8. Juni 1919 von einer 21-köpfigen Gruppe „sich als radikal bezeichnender Künstler“, zu denen unter anderem die Maler Max Beckmann und Ludwig Meidner und der Bildhauer Well Habicht gehörten, mit der Absicht, „die längst erforderliche Reinigung von bourgeoiser Verschmutzung zu vollziehen“.
Schon früh wurden zahlreiche Ausstellungen abgehalten, eine umfangreiche erste fand noch im Gründungsjahr in der damaligen Kunsthalle am Rheintor statt. Von überregionaler Bedeutung war die Schau Deutscher Expressionismus Darmstadt 1920, die nicht nur Werke von Expressionisten, sondern auch von Kubisten, Futuristen, Dadaisten, Konstruktivisten und Vertreter der Neuen Sachlichkeit vorstellte. Weitere wichtige, zum Teil skandalträchtige Ausstellungen folgten, so zum Beispiel Deutsche Kunst Darmstadt 1923 und Der schöne Mensch in der neuen Kunst (1929). Als die Nationalsozialisten 1933 an die Macht kamen, ging ein Teil der Mitglieder der Sezession ins „innere Exil“, andere emigrierten. Wieder andere schlossen sich dem Widerstand gegen das Regime an.
Nach dem Ende des Zweiten Weltkrieges wurde in der Annahme, die Darmstädter Sezession sei im Dritten Reich verboten worden, diese im Herbst 1945 „neu“ gegründet („Neue Darmstädter Sezession“). Für ein solches Verbot sind aber bislang keine Belege gefunden worden.
1954 wurde mit Otto Steinert der erste Fotograf in die Künstlervereinigung aufgenommen. Von 1966 bis 1983 war Max Herchenröder Geschäftsführer der Darmstädter Sezession.
Heute hat die Vereinigung über hundert Mitglieder in ganz Deutschland, davon über 20 % allein in Berlin. Vorstandssprecher ist Barbara Bredow. Horst Dieter Bürkle war seit 2015 Ehrenvorsitzender.

## Jahresschau und Preis junger Künstler
Die Sezession veranstaltet jährlich eine Ausstellung aus den Bereichen Malerei, Grafik, Bildhauerei und Fotografie auf der Darmstädter Mathildenhöhe sowie diverse Sonderschauen. Seit 1975 wird (in der Regel abwechselnd im Zweijahresrhythmus) der mit derzeit 5.000 Euro dotierte „Preis junger Künstler der Darmstädter Sezession“ in den Sparten Malerei und Skulptur an noch nicht 40 Jahre alte Künstler vergeben, der durch die HSE-Stiftung und die Stadt Darmstadt finanziert wird. Seit 1987 wird jeweils auch ein Förderpreis (FP) in Höhe von derzeit 2.500 Euro ausgelobt, seit 2007 gestiftet vom Lions Club Darmstadt.

### Preisträger Malerei / Fotografie
- 1975: Henning Kürschner, FP nicht vergeben
- 1977: Paul in den Eicken, FP nicht vergeben
- 1979: Frank Michael Zeidler, FP nicht vergeben
- 1981: Michael Schackwitz, FP nicht vergeben
- 1983: Rainer Lind, FP nicht vergeben
- 1985: Peter Sehringer, FP nicht vergeben
- 1987: Stefan Schröter, FP Karin Kieltsch
- 1989: Lisa M. Stybor, FP Christine Prause
- 1991: Helmut Werres, FP Heike Vehling
- 1993: Franz Baumgartner, FP Manfred Fuchs
- 1995: Uwe Esser, FP Margareta Hesse
- 1997: Thomas Lommer, FP Julia Philipps
- 1999: Sigrid Nienstedt, FP Matthias Brock
- 2001: Michael Fieseler, FP Heike Schwegmann
- 2003: Bea Emsbach, FP Rebekka Brunke
- 2005: Isabelle Dutoit, FP Benjamin Appel
- 2007: Peter Ruehle,  FP Mirja Nicola Ruhmke
- 2009: Nicole Jana, FP Ranil Beyer
- 2011: Anita Tarnutzer – Berlin, FP Ruben Aubrecht – Berlin
- 2013: Maria Anwander – Berlin, FP Ryō Katō – Berlin[3]
- 2015: Susann Maria Hempel
- 2017: Rasmus Søndergaard Johannsen, FP Lydia Balke

### Preisträger Skulptur
- 1976: Thomas Duttenhoefer; FP nicht vergeben
- 1978: Detlef Kraft; FP nicht vergeben
- 1980: Ingrid Hartlieb; FP nicht vergeben
- 1982: Jan Irps; FP nicht vergeben
- 1984: Volker Brüggemann; FP nicht vergeben
- 1986: Klaus Duschat; FP Hermann Kerkhoff
- 1988: Sigrid Siegele; FP Karoline Bernesga
- 1990: Volker Bartsch; FP Reinhard Haverkamp
- 1992: Andreas Frömberg; FP Simon P. Schrieber
- 1994: Jörg Bussmann; FP Bärbel Dieckmann
- 1996: Ariel Auslender; FP Hartmut Stielow
- 1998: Michael Zwingmann; FP Monika Jaeckel
- 2000: Friedemann Grieshaber; FP Anna Arnskötter
- 2002: Michael Sailstorfer; FP Tobias Eder
- 2004: zu gleichen Teilen Nele Waldert und Jáchym Fleig, FP nicht vergeben
- 2006: Siegfried Kreitner; FP Marei Lehner
- 2008: Holger Grimm – Speyer, FP Agata Agatowska – Berlin
- 2010: Laura Baginski – Offenbach, FP Alexandra Klein - Emmeloord (NL)
- 2012: Johannes Vogl –  Berlin;  FP  Markus Hoffmann – Berlin
- 2014: Carola Keitel – Köln; FP Emilia Neumann – Frankfurt
- 2016: Shinroku Shimokawa – Tokio
- 2018: Daniel Gregori Stern

## Ausstellungsorte
Die Werke der an der 36. Jahresausstellung teilnehmenden Künstler waren im Jahre 2011 an vier verschiedenen Orten in Darmstadt zu sehen.